# Incisura angolare
Nell'anatomia umana l'incisura (o incisione) angolare è un solco situato sulla piccola curvatura dello stomaco. Separa idealmente il corpo dello stomaco dall'antro pilorico.